# Iglesia de San Francisco de Asís all'Immacolata (Catania)
{La iglesia de San Francesco d'Assisi all'Immacolata se encuentra en la Piazza San Francesco d'Assisi en el centro histórico de Catania, en el distrito de San Francesco dei Corbisari - Teatro Romano y Odeón de Catania.

## Historia

### Época romana
El sitio albergaba un templo pagano dedicado a la diosa Deméter. (Cibeles/Ceres)

### Época suaba
- 1254, asentamiento primitivo de la Orden Franciscana en la iglesia de San Michele, entonces adyacente al Castillo Ursino.
- 1260, Asentamiento en el actual lugar donde estaba la iglesia de Speranza.

### Época aragonesa
- 1329, la reina consorte de Sicilia Eleonora d'Angiò promueve la construcción del primitivo convento e iglesia de San Francesco d'Assisi all'Immacolata como voto de agradecimiento a la Virgen por el peligro evitado resultante de la erupción del Etna ese mismo año.

### Época española
- El 2 de agosto de 1655 el virrey de Sicilia Roderigo Mendoza y Roxas y Sandoval, duque del Infantado, siguiendo el ejemplo del cardenal y arzobispo Giannettino Doria invitó al arzobispo de Messina Simone Carafa, a los obispos Marco Antonio Gussio de Catania, Giovanni Antonio Capobianco de Siracusa, Ferdinando Sánchez de Cuellar de Girgenti, Juan Lozano de Mazara del Vallo, Francesco Gisulfo y Osorio de Cefalú, Ludovico Alfonso de Los Cameros de Patti y obispo suplente de Monreale, instándolos a hacer el mismo voto solemne a la Inmaculada Concepción y promoverla en sus respectivas diócesis.
- 1693, El terremoto de Val di Noto de ese año, entre el 9 y el 11 de enero, destruye el monumento.

## Descripción

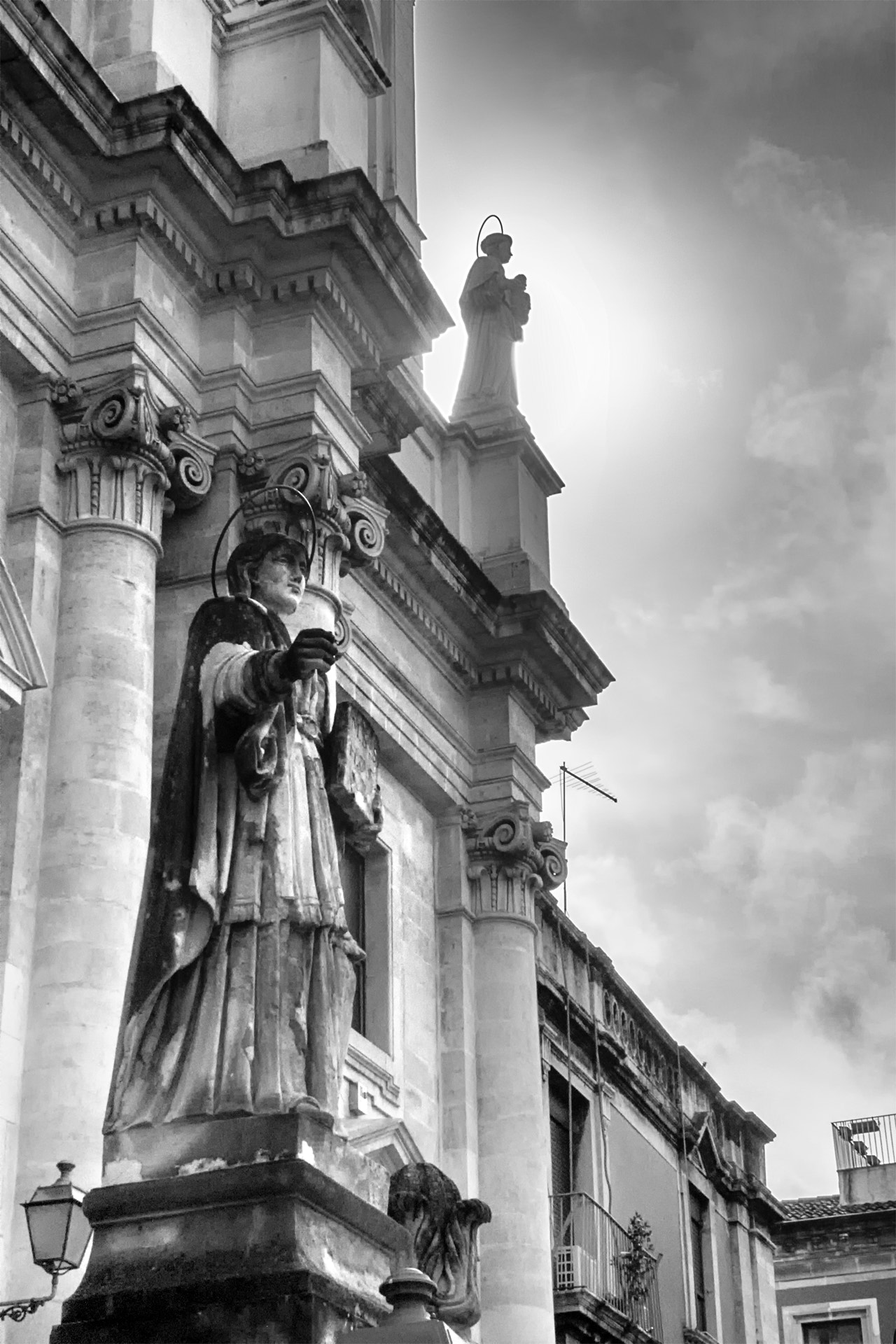
En perspectiva desde el cementerio, las estatuas de Santa Águeda sosteniendo una tablilla en la que están marcadas las letras MSS/HD/et/PL y, detrás, arriba, la de San Francisco de Asís.

### Externo
El cuerpo de la iglesia se levanta con fachada de piedra caliza, orientada al oeste con tres puertas; El cementerio está precedido por una escalera de piedra de lava del Etna, con una puerta de hierro forjado y una balaustrada con cuatro pilares que sostienen las imponentes estatuas, que representan de sur a norte: San Giuseppe da Copertino, Santa'Agata, Santa Chiara d'Assisi. y San Buenaventura. La fachada fue construida hacia 1854  con dieciséis semicolumnas apoyadas en las paredes y tres simulacros que representan - de sur a norte - a San Antonio de Padua, la Inmaculada Concepción detrás de una pequeña puerta decorada con lámparas, y San Francisco de Asís.
En el frontón está esculpida la insignia de San Francisco y en el chapitel otras figuras alrededor de la cruz de hierro. A los lados del frontón se observan dos torreones cuadrangulares con vanos hacia arriba, y están rematados por pequeñas cúpulas sobre las que están plantadas las veletas de hierro y las iniciales que indican los cuatro puntos cardinales. De estos torreones, el norte sirve de campanario con tres bronces sagrados.

### Interior

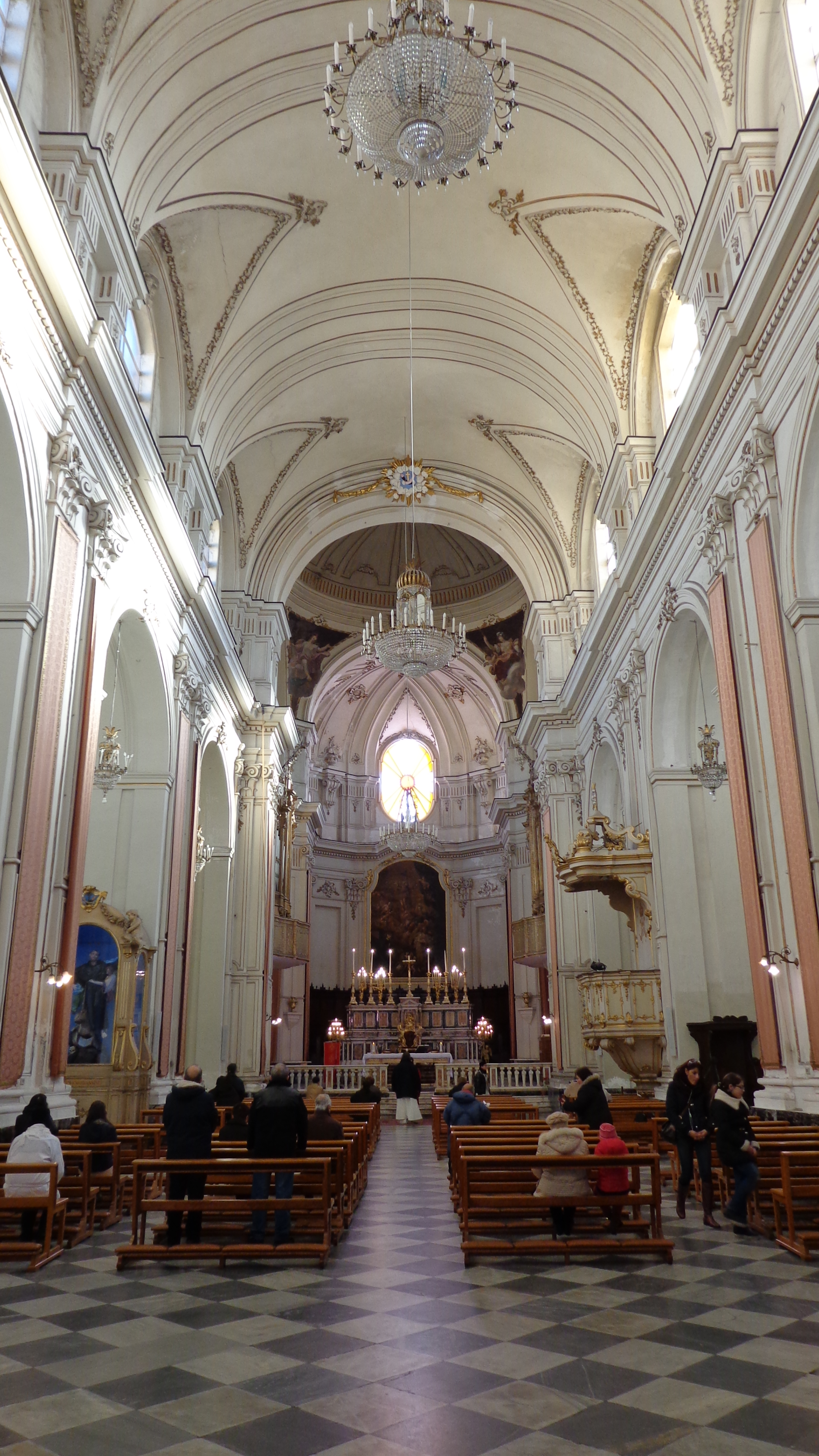
Nave central.

El interior de planta basilical de cruz latina se divide en tres naves divididas por seis pilares y con suelo de mármol con cuadrados blancos y azules. El aparato decorativo de estuco fue realizado por Giuseppe Gianforma con la colaboración de su hijo Gioacchino y los toques finales del yesero Filippo Cunsolo. 

#### nave derecha
- Contrafachada: Detrás de una puerta, en la sala de alojamiento construida en 1973, se guarda la estatua de Inmaculada Concepción de 1745, la estatua se atribuye a Michele Orlando. Encima del arquitrabe se encuentra el lienzo que representa el Milagro de la Mula de Bonvillo o la mula del hereje arrodillada ante la Hostia consagrada, obra de Giuseppe Rapisardi de 1852.
- Primer tramo: Capilla de la Purga de Ánimas. En la pared se encuentra el cuadro que representa la Purga de las Almas con la Inmaculada Concepción y San Francisco de Asís, obra de Pasquale Leotta. La capilla original en 1754 fue patrocinada por la Cofradía de Esclavos de la Inmaculada Concepción de María con derecho de entierro de los hermanos en la cripta de abajo.
  - Apoyada en el pilar se encuentra la estatua de San Antonio de Padua .
- Segundo tramo: Capilla de San Giuseppe da Copertino. En el altar hay una pintura sobre lienzo que representa el de San José de Cupertino con Juan Federico de Braunschweig, obra de Giuseppe Rapisardi de 1830.
  - El púlpito restaurado se apoya contra el pilar.
- Tercer tramo: Capilla de San Buenaventura. La pared alberga la pintura de Giuseppe Zacco de 1827 que representa a San Luis de Toulouse y San Buenaventura de Bagnoregio, con San Luis de Anjou y San Buenaventura de Bagnoregio. Sobre la mesa se coloca la estatua de Santa Rita.

#### Nave izquierda
- Primer tramo: Capilla de Santa Chiara y Reina Leonora, ambiente primitivo. La pared, privada del primitivo altar de madera, alberga el cuadro Santa Chiara ed Eleonora Regina que representa a Santa Clara de Asís y la reina Eleonora d'Angiò con túnicas franciscanas, obra de Matteo Desiderato de 1827.
- Segundo tramo: Capilla Spasimo. Un dosel de estuco sostenido por querubines domina el cuadro que representa Viaje al Calvario, obra de Jacopo Vignerio de 1541, tema inspirado en el Spasimo di Sicilia de Rafael Sanzio.  
  - Apoyado en el pilar bajo el semiarco norte, el relicario que contiene la efigie de San Francisco de Asís de Luigi Guacci.
- Tercer tramo: Capilla de San José. Sobre el altar se encuentra el cuadro que representa el Matrimonio, atribuido a Francesco Gramignani Arezzi.

#### Crucero

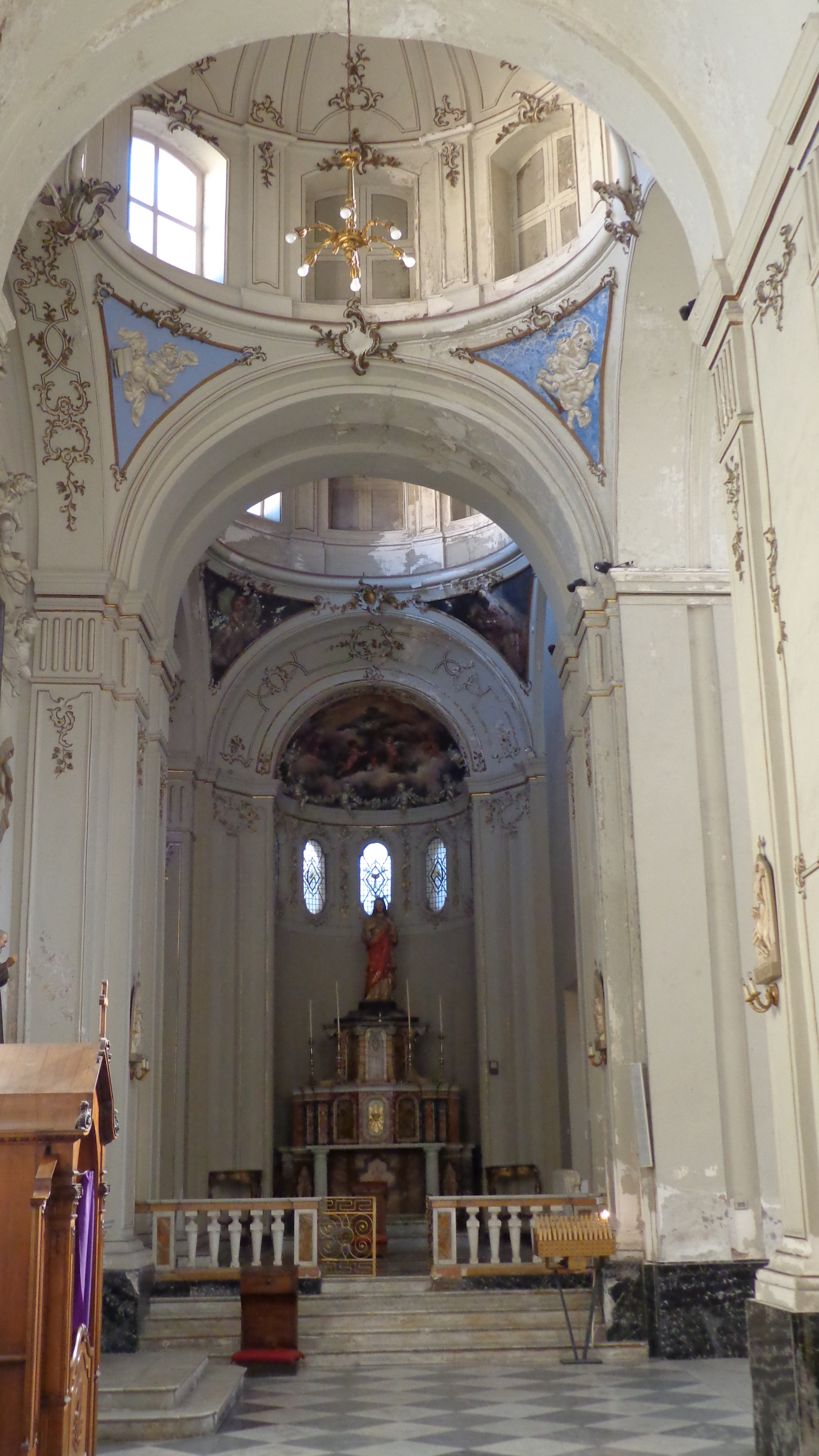
Nave izquierda.

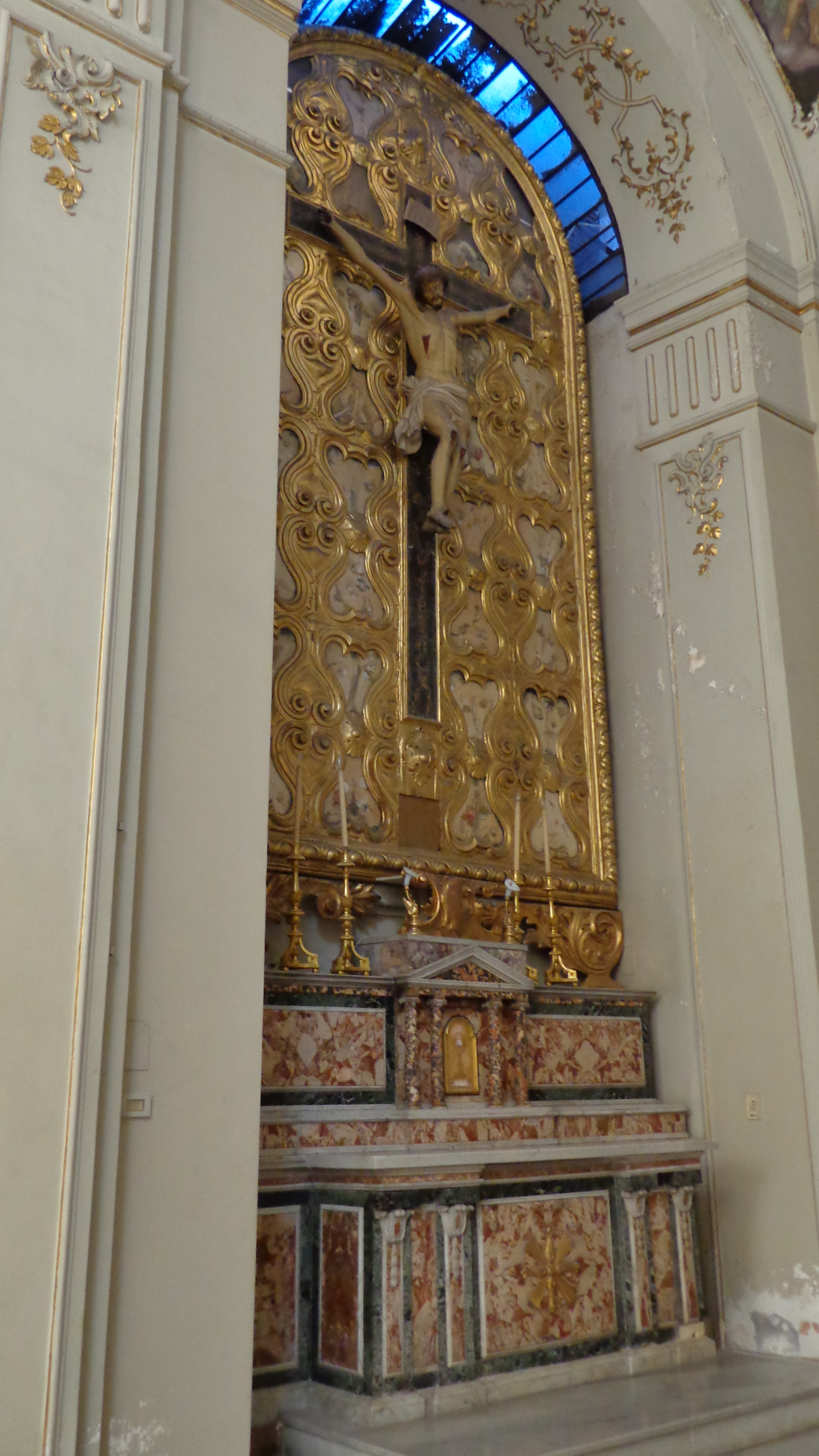
Altar del Santísimo Crucifijo.

- Capilla de San Antonio de Padua. En la pared hay un cuadro que representa a San Antonio de Padua del siglo XV con el pergamino con la inscripción "Petunt et accipiunt iuvenes et cani", enmarcado por 10 escenas que reproducen episodios de la vida del hacedor de milagros. Debajo de la mesa hay un Dormitorio de María.
- Pilar del ábside. En la cruz en la intersección con el ábside central, se encuentra la placa conmemorativa y el entierro moderno de la reina Leonor de Anjou, consorte de Federico II de Sicilia y patrona del edificio original. El soberano estuvo enterrado en esta iglesia hasta el terremoto de Val di Noto de 1693.

##### Ábside derecho
- Capilla de la Inmaculada Concepción. En el altar se encuentra el cuadro que representa Inmaculada Concepción de Antonio Licata, obra pintada en Roma en 1850c. El altar es rico en jaspes policromados de Sicilia con ángeles de mármol de Carrara sentados a los lados de la mesa y mirando hacia el centro del alzado. Los frescos de la cúpula del siglo XVIII representan a la Santísima Trinidad y al Cristo glorificado, la Virgen en los significados más importantes: Inmaculada Concepción y Asunción al cielo rodeada por San José, San Juan Bautista, el profeta David con el arpa y otros personajes. Ángeles en las velas nuevamente, dos pares de ángeles bailando sobre el arco interno, en el externo, el ángel de la derecha porta el «Speculum justitiæ», el otro de la izquierda sostiene la «Domus aurea», imágenes inspiradas en las Letanías. de Loreto.

##### Presbiterio - ábside
A los lados hay una monumental sillería del coro de madera. El coro y el órgano se encuentran en el presbiterio, detrás y al costado del altar mayor respectivamente. El instrumento es famoso por las prácticas de Vincenzo Bellini, el gran compositor que vivió en el cercano Palazzo Gravina Cruyllas cuando era joven.
Sobre el altar de mármol policromado, la tapa del copón está realizada con un mosaico de lapislázuli sobre base de oro cincelado, obra de Paolo Guarna de 1574. Los frescos son obra de Francesco Sozzi, el cuadro que representa Indulgencia de la Porciúncula constituye un retablo.
En el techo del ábside está realizado en estuco Cordero del Apocalipsis sobre el libro de los siete sellos.

##### Ábsidebside izquierdo
- Capilla del Sagrado Corazón, primitiva Capilla del Santísimo Crucifijo. Sobre el altar se encuentra la estatua del Sagrado Corazón. Los frescos del lavabo del ábside datan de 1909, obra del pintor catanés Alessandro Abate. En los cuatro penachos se representan ángeles que portan los símbolos de la Pasión, en el techo los frescos presentan escenas del misterio de la Redención: la Santísima Trinidad que decreta la encarnación del Redentor y Cristo con la Cruz vence las fuerzas del mal.
  - Altar del Santísimo Crucifijo. A la izquierda del ábside se encuentra Altar del Santísimo Crucifijo formado por un crucifijo de madera colocado sobre un relicario, nueva reconstrucción del entorno original realizada en 1902.

##### Brazo izquierdo
- Capilla de San Francisco de Asís. En la pared se encuentra Éxtasis de San Francisco de Asís, obra de Giuseppe Guarnaccia, alumno de Sebastiano Conca, pintura también conocida como el Milagro de los Estigmas de 1770c., sobre la mesa hay una estatua que representa a San Pío.

## Obras documentadas
- Siglo XVI, Santiago, pintado sobre madera, obra documentada en la Capilla Torre de Polidoro da Caravaggio.
- Torre de la Capilla.
- Cementerio de Gioeni MDCCXLII. 
  - Anníbale Gioeni.
    - Raimondo Gioeni.
      - Federico Gioeni.
- Lorenzo y Agata Gioeni 1581.

## Convento de los Frailes Menores Conventuales
El Convento de los Frailes Menores Conventuales tuvo su primera sede en el siglo XIII (1256) junto a la iglesia de San Michele Arcangelo, en lo que hoy es Piazza Federico II di Svevia, frente al Castillo Ursino, pero a raíz de disputas y conflictos con El Emperador y sus descendientes estos frailes no tuvieron su sede definitiva hasta 1329 gracias a la reina Leonor de Anjou, esposa del rey. de Trinacria Federico III de Aragón. Después del terremoto de Val di Noto de 1693 fue reconstruido quizás por Giovanni Battista Vaccarini, y en lo que hoy es Via Vittorio Emanuele II se derrumbó el llamado "Arco di Marcello" (cuyos restos fueron demolidos), se cree que es consecuencia de excavaciones arqueológicas. Hallazgos del siglo XIX: un podio templario en lugar de un arco.

## Cofradía de Esclavas de la Inmaculada Concepción de María
- Cofradía de Esclavas de la Inmaculada Concepción de María, asociación atestiguada con el patronato de la Capilla de las Ánimas Purgativas y su cripta.

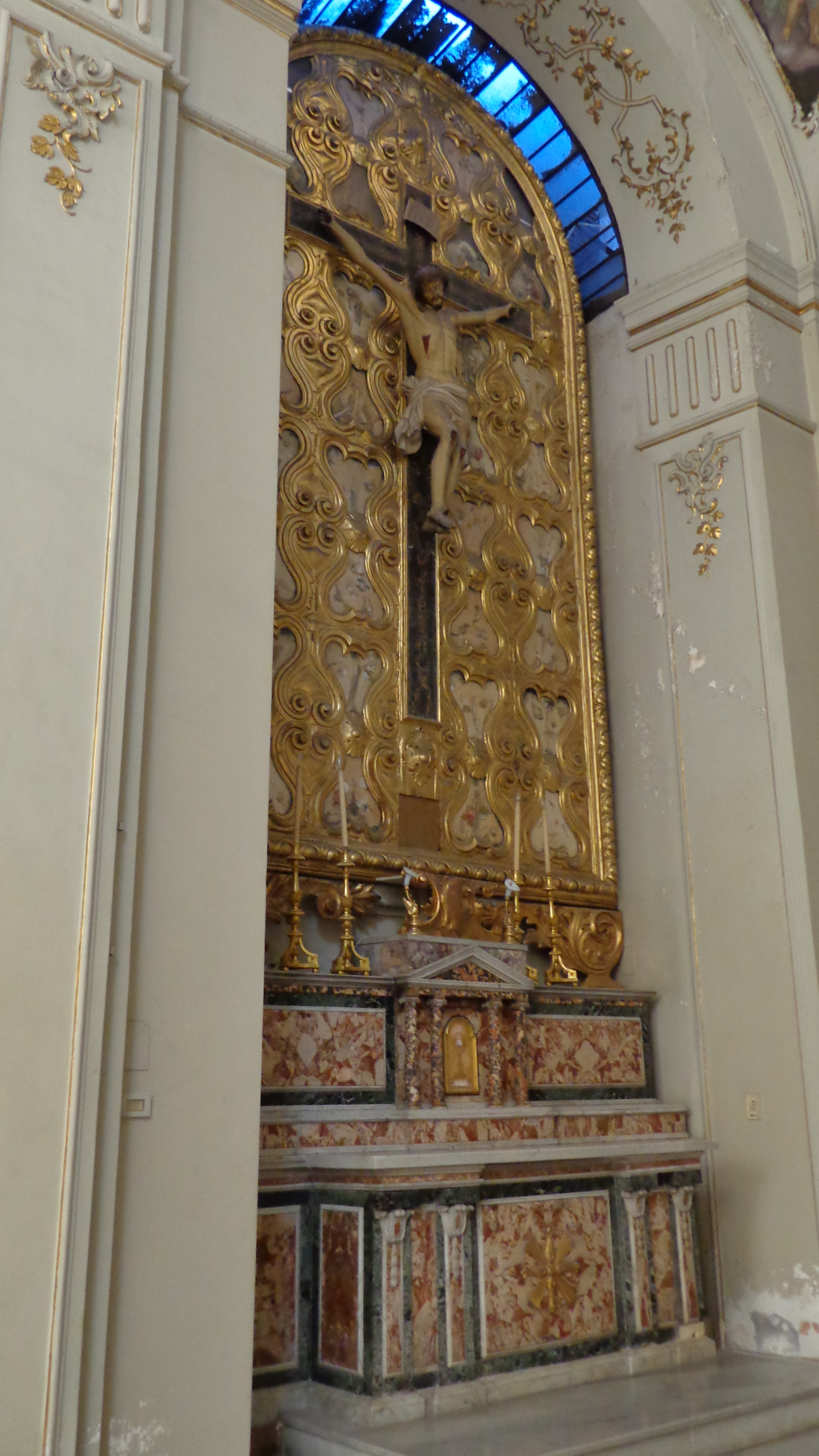
Crucifijo y relicario
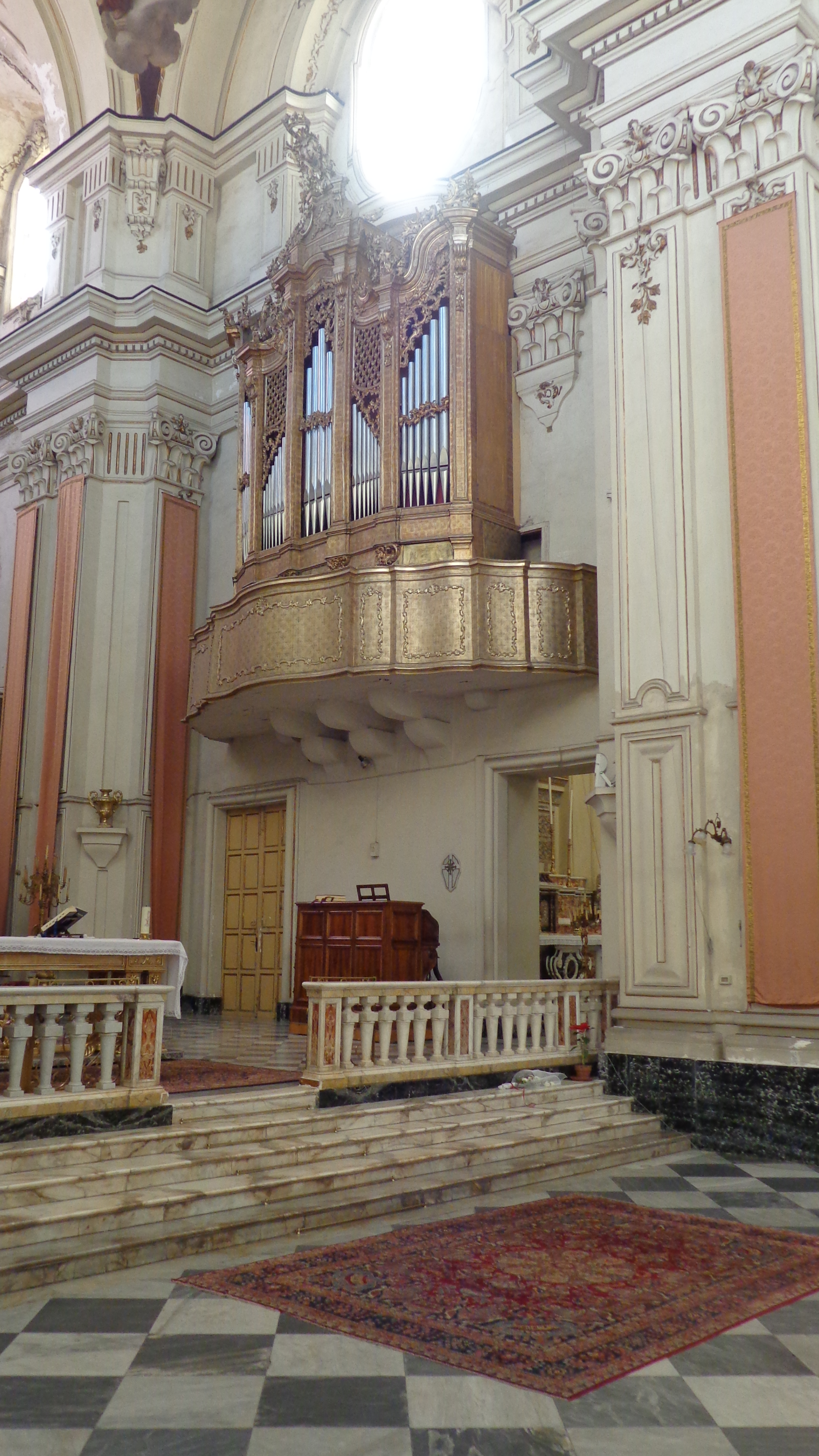
Coro
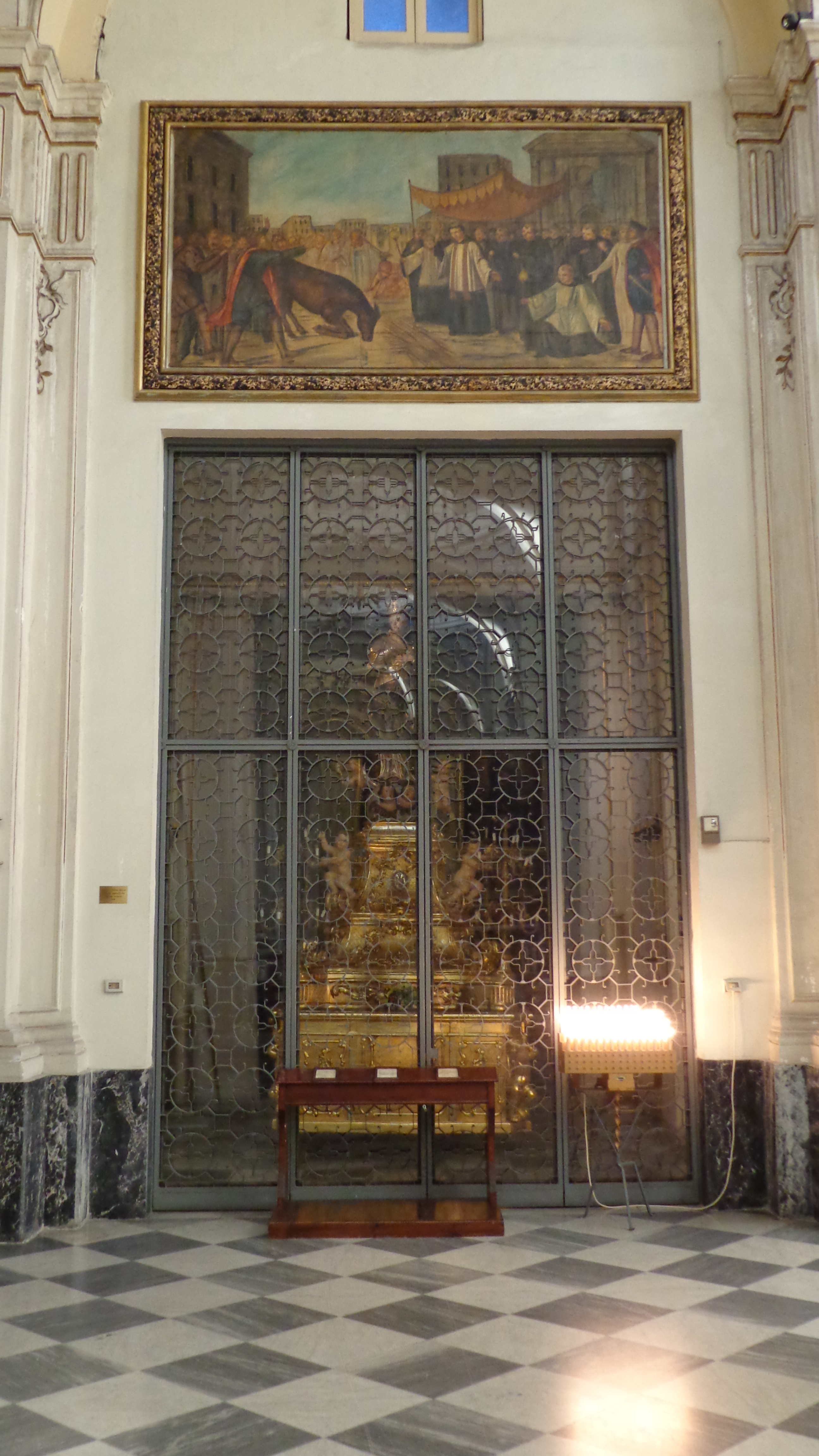
vano y fercolo
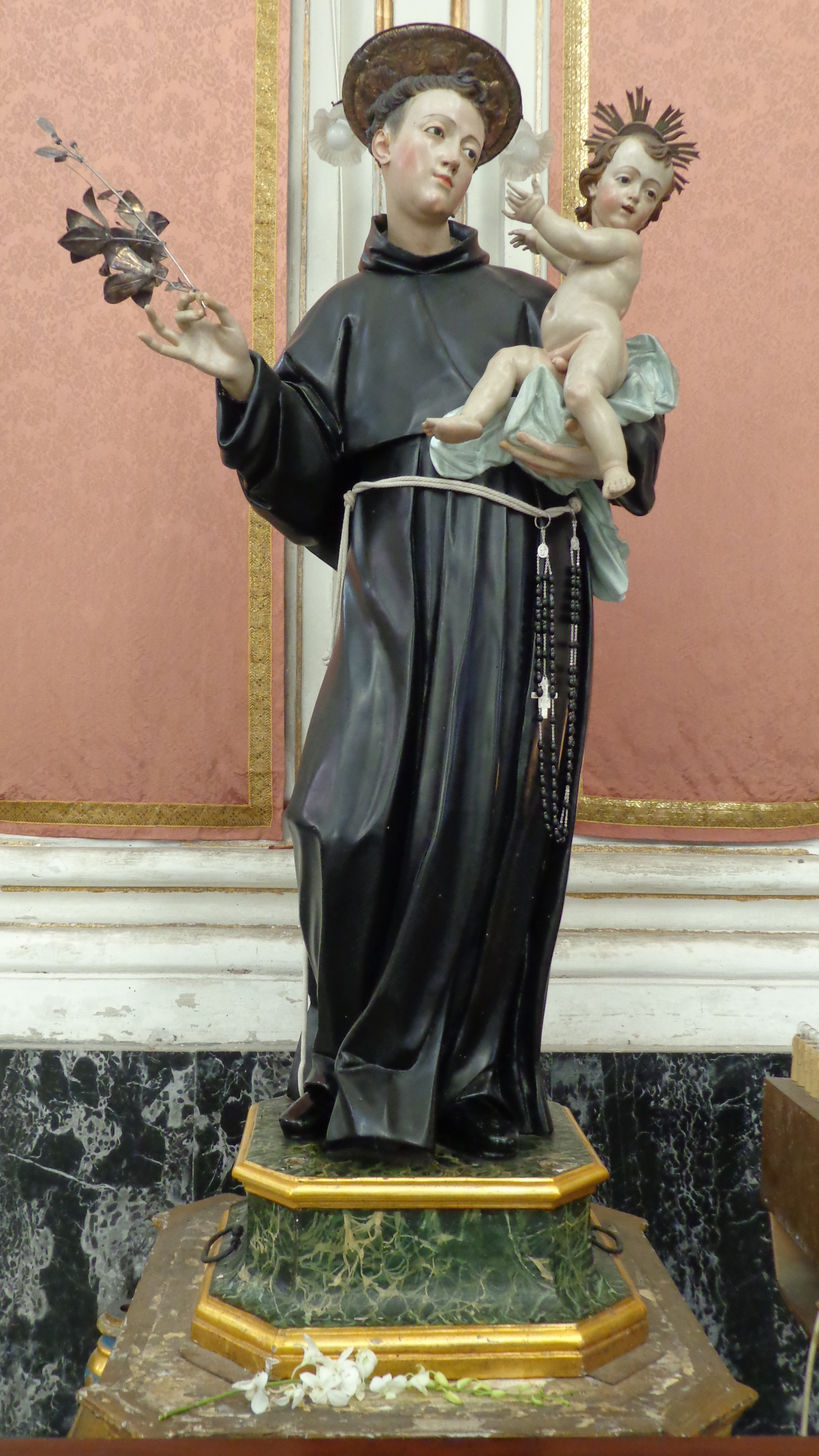
San Antonio de Padua
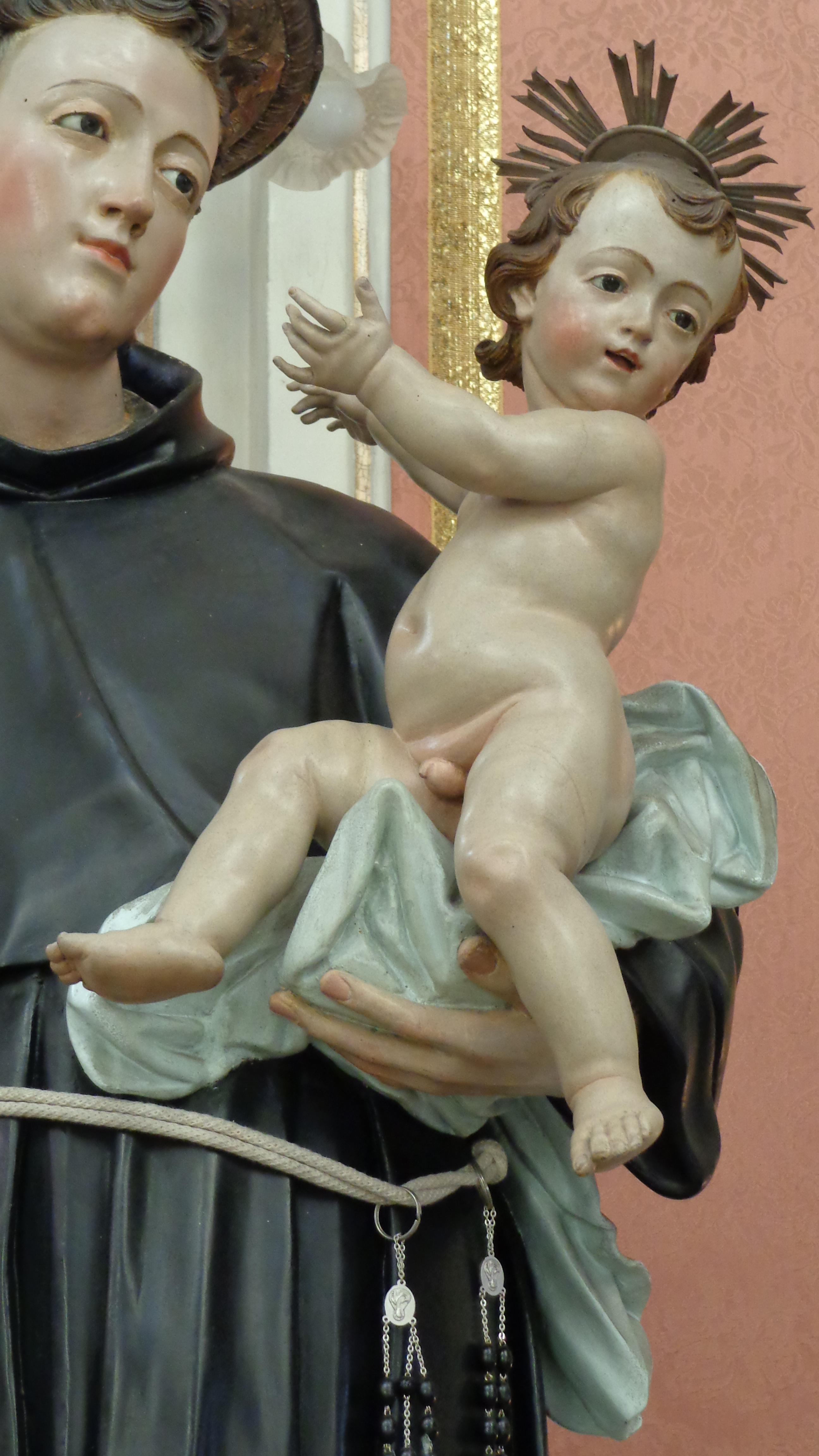
Detalle de la estatua
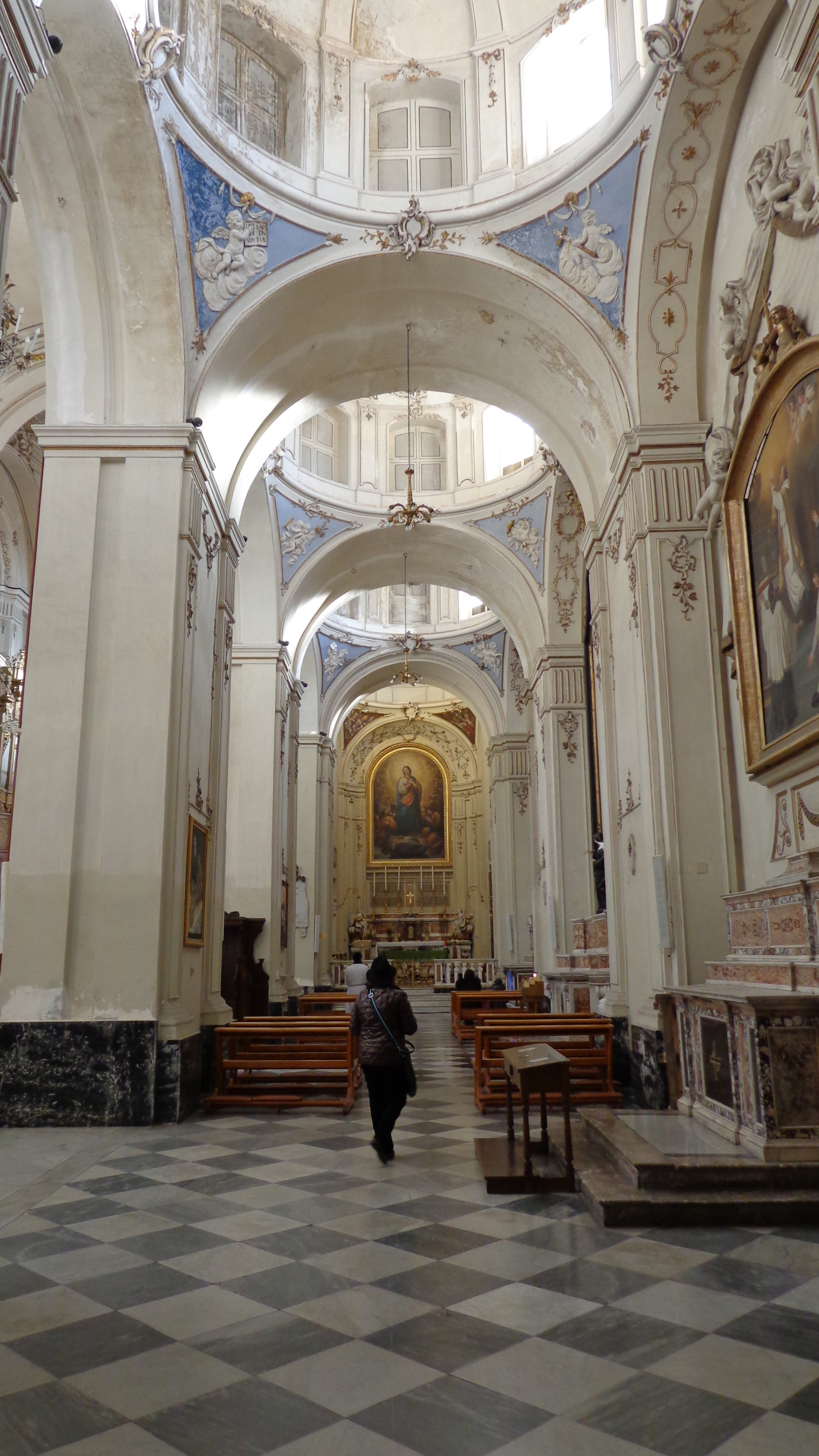
nave derecha
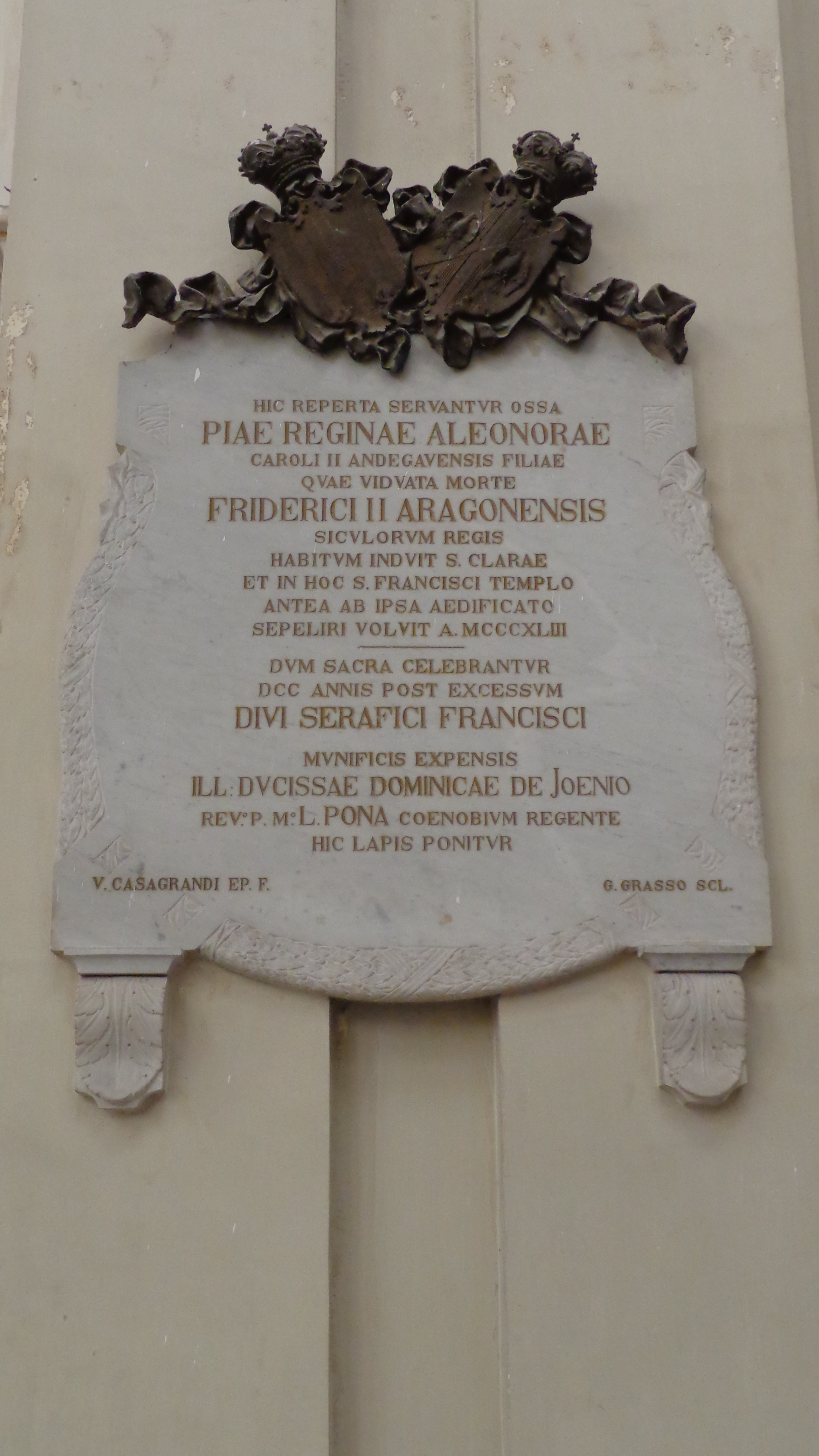
Registro